# Loi du 15 avril 1818
Ordonnance du 8 janvier 1817
Interdiction de l'introduction d'esclaves noirs dans les colonies Loi du 25 avril 1827
Criminalisation de la traite négrière
Par la loi du 15 avril 1818, Louis XVIII interdit la traite négrière au sein de l'empire colonial français. 

## Contenu de la loi
La loi du 15 avril 1818 est composée d'un article unique : 

« Toute part quelconque qui serait prise par des sujets et des navires français en quelque lieu, sous quelque condition et prétexte que ce soit, et par des individus étrangers dans les pays soumis à la domination française , au trafic connu sous le nom de traite des noirs, sera punie par la confiscation du navire et de la cargaison, et par l’interdiction du capitaine, s’il est Français.  »

## Portée et limites
Par la loi du 15 avril 1818, l'interdiction de la traite négrière a été concrétisée certes dans la législation française, mais moins dans les faits. Il y est précisé seulement la juridiction compétente : 

« Ces affaires seront instruites devant les tribunaux qui connaissent des contraventions en matière de douanes, et jugées par eux. »

Il n'est en revanche pas précisé à qui revient la charge de la preuve. Cette lacune sert de faille aux marchands d'esclaves pour échapper à la loi.

## Sources
- Jean-Denis Lanjuinais, Constitutions de la Nation Française, Volume 1, 1819
- Albin Le Rat de Magnitot et Delamarre Huard, Dictionnaire de droit public et administratif, 1841
- Anne Girollet, Victor Schœlcher, abolitionniste et républicain : Approche juridique et politique de l'œuvre, 2000